# لاك لينجدري (كيبك)
لاك لينجدري (بالإنجليزية: Lac-Legendre, Quebec)‏ هي منطقة سكنية تقع في كندا في Matawinie Regional County Municipality. يقدر عدد سكانها بـ 0 نسمة ومساحتها 768.10 كم2 .